# 초서초등학교
초서초등학교는 대한민국 경상북도 포항시에 있는 공립 초등학교이다.

## 학교 연혁
- 2024년 3월 1일 : 개교